# Ирюм (деревня)
Ирюм — деревня в Шатровском районе Курганской области. Входит в состав Самохваловского сельсовета.

## География
Расположена примерно в 5 км к северо-западу от села Самохвалово.

## История
До 1917 года в составе Яутлинской волости Шадринского уезда Пермской губернии. По данным на 1926 год село Ирюмское состояло из 254 хозяйств. В административном отношении являлось центром Ирюмского сельсовета Шатровского района Тюменского округа Уральской области.

## Население
| 1989 | 2002 | 2010 |
| ---- | ---- | ---- |
| 243  | ↘227 | ↘137 |

По данным переписи 1926 года в селе проживало 1368 человек (631 мужчина и 737 женщин), в том числе: русские составляли 99 % населения.